# Центральная консерватория

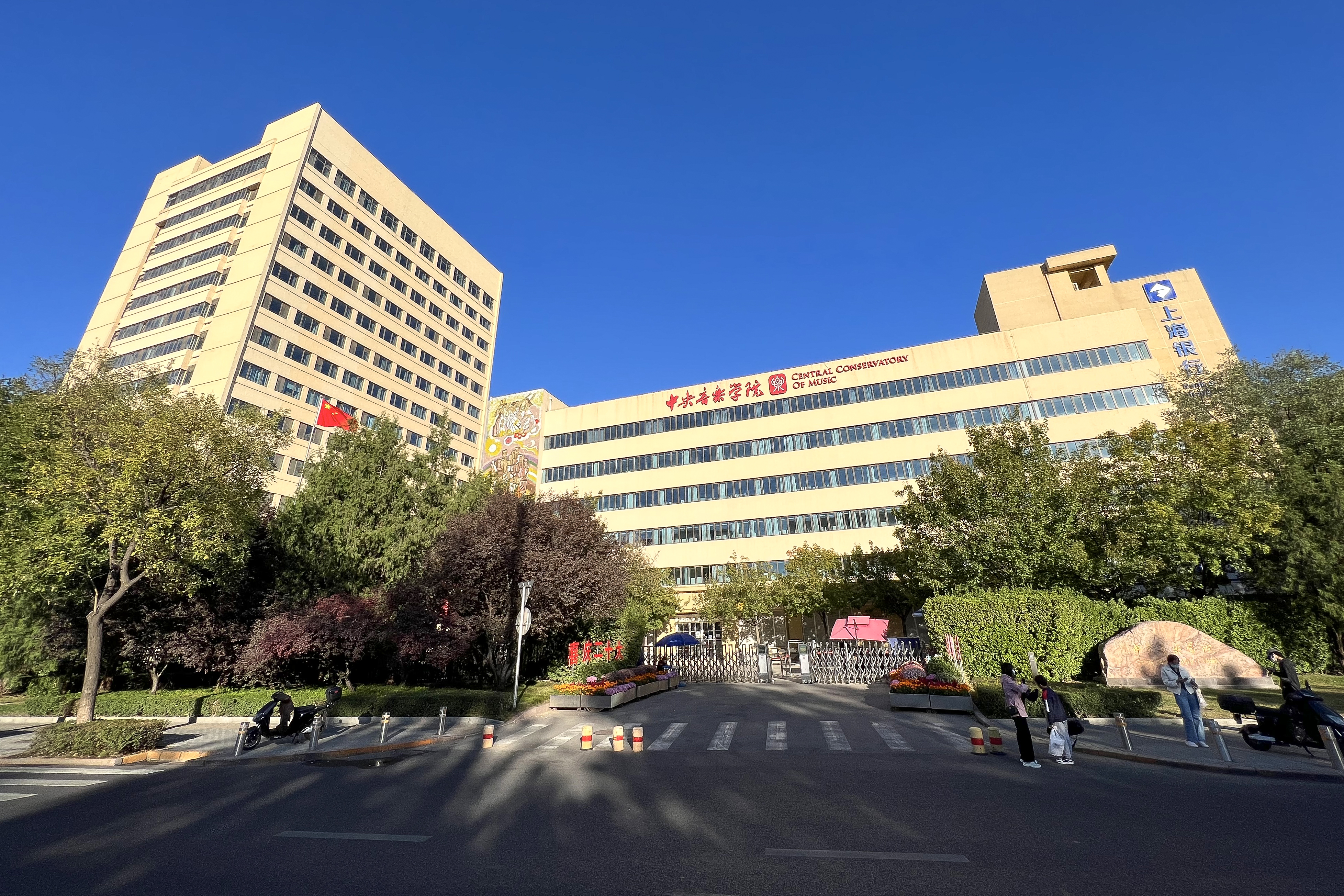
Западные ворота

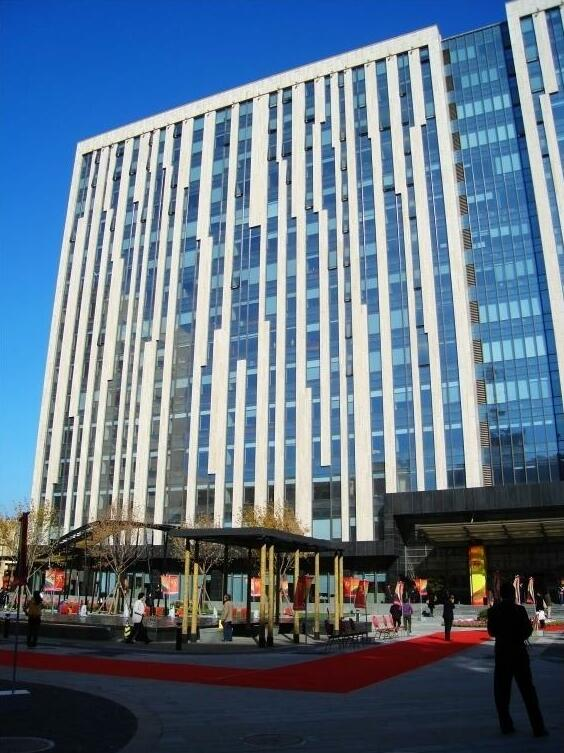
Главный корпус Центральной консерватории

Центральная консерватория музыки (кит. трад. 中央音乐学院, пиньинь Zhōngyāng Yīnyuè Xuéyuàn) — ведущая государственная музыкальная школа Китая, участник плана создания университетов и академических дисциплин мирового класса и бывшего Проекта 211 . Его кампус находится в районе Сичэн в Пекине, Китай, недалеко от станции Фусинмэнь . Это китайский государственный университет, признанный Министерством образования.

## Обзор
Консерватория, основанная в 1950 году, предлагает обучение как гражданам Китая, так и иностранным студентам. Школа предоставляет все уровни образования: от начального до последипломного. Программы бакалавриата продолжительностью четыре или пять лет предлагаются по таким направлениям, как композиция, дирижирование, музыковедение, вокал и опера, фортепиано, оркестровые инструменты и традиционные китайские музыкальные инструменты . Есть шестилетняя средняя школа с курсами игры на фортепиано, оркестровых инструментах, традиционных инструментах и теории музыки, а также две начальные школы для студентов дневного и вечернего обучения. Также есть вечерний университет для взрослых студентов.
В последние годы консерватория установила прочные отношения с зарубежными учреждениями и частными лицами. Иностранных музыкантов и ученых часто приглашают преподавать или читать лекции в консерватории, которая, в свою очередь, отправляет своих преподавателей и студентов в другие страны для продолжения учебы, чтения лекций или выступлений. Студенты и преподаватели консерватории участвуют в Китайском молодежном симфоническом оркестре, Ансамбле китайских традиционных музыкальных инструментов, Хоре студентов консерватории, Оркестре учащихся средних школ и Исполнительской группе учащихся начальных классов.
Кампус консерватории занимает площадь 53 000 квадратных метров. Музыкальная библиотека консерватории насчитывает более 500 000 томов и является крупнейшей в своем роде в Китае. В консерватории также имеется более 500 фортепиано и большое количество музыкальных инструментов. Учебные заведения включают студию электронной музыки с современным записывающим и видеооборудованием и мастерскую по игре на скрипке.
Консерватория издает Журнал Центральной консерватории, который считается ведущим китайским академическим журналом в области музыковедения.

## Известные выпускники
- Вэй Вэй
- Чэнь И
- Лан Лан
- Тань Дунь
- Е Сяоян
- Ван Юйцзя
- Ванесса Мэй